# Врхе (Трбовлє)
Врхе (словен. Vrhe) — поселення в общині Трбовлє, Засавський регіон, Словенія. Висота над рівнем моря: 813,4 м.